# Rohard der Ältere
Rohard, genannt der Ältere (* vor 1120; † nach 1152), war Vizegraf und Kastellan von Jerusalem.
Den Beinamen der Ältere gaben ihm die Historiker zur Unterscheidung vom gleichnamigen ab 1163 belegten Vizegrafen und Kastellan von Jerusalem, der entsprechend Rohard der Jüngere genannt wird.
Er ist erstmals 1135, letztmals 1152 als Amtsinhaber urkundlich belegt. Sein Amtssitz war die Davidsturm genannte Zitadelle am Westrand der Jerusalemer Altstadt.
Er war spätestens 1141 mit einer Frau namens Hilla verheiratet. Mit ihr hatte er eine Tochter:
- Stephanie (1175 belegt), ⚭ Balduin, Herr von Saint-Gilles

Er hatte einen Neffen namens Raoul Strabo. Möglicherweise war der oben genannte Rohard der Jüngere ein weiterer Neffe.